# امیرام نیر

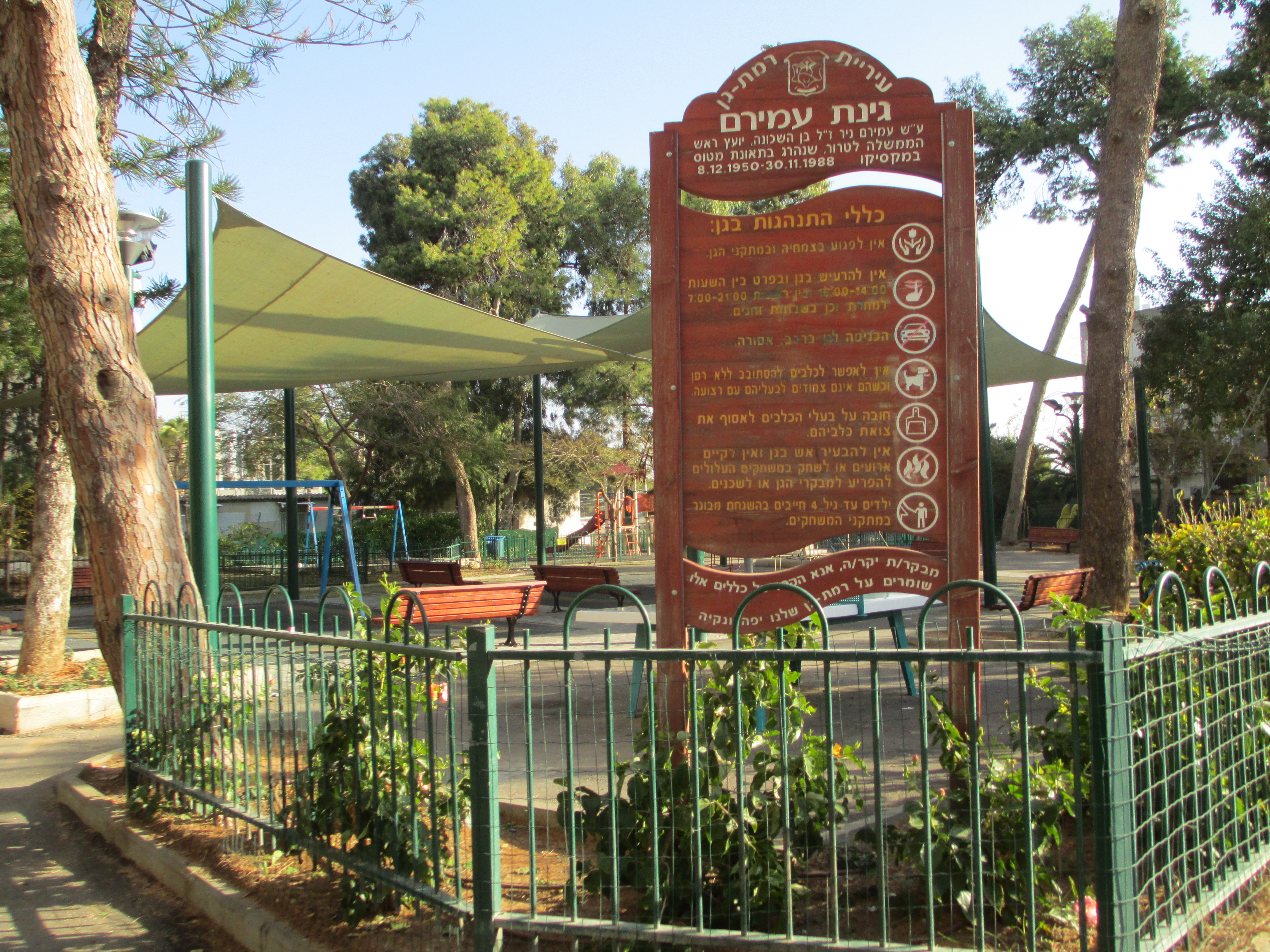
باغ امیرام در رامات گان

امیرام نیر (عبری: עמירם ניר‎ ; ۸ دسامبر ۱۹۵۰ – ۳۰ نوامبر ۱۹۸۸) یک روزنامه‌نگار اسرائیلی بود. او همچنین مشاور تروریسم دو نخست‌وزیر اسرائیل بوده و در ماجرای ایران-کنترا نقش داشت. او با جودی شالوم نیر-موزس در سال ۱۹۸۲ ازدواج کرده بود.

## حرفه
نیر در سال ۱۹۷۷ مدیر کمپین شیمون پرز و سخنگوی حزبی برای حزب پرز بود. او متعاقباً خبرنگار تلویزیون اسرائیل شد، و در سال ۱۹۸۲ خبرنگار نظامی کانال یک شد. او به درجه سرهنگی در نیروهای ذخیره ارتش اسرائیل رسید.
در نوامبر ۱۹۸۴ نیر به عنوان مشاور ضد تروریسم در زمان نخست‌وزیر شیمون پرز منصوب شد و در سمت جانشین پرز اسحاق شامیر باقی ماند. نیر در سمت مشاور مبارزه با تروریسم نقش کلیدی در واکنش اسرائیل به هواپیماربایی آشیل لورو در سال ۱۹۸۵ ایفا کرد.
نیر در ماجرای ایران کنترا نیز ایفای نقش کرد. هنگامی که این موضوع در اواخر سال ۱۹۸۶ علنی شد توسط دولت اسرائیل از صحبت با مقامات ایالات متحده منع شد. او در مارس ۱۹۸۷ از دولت اسرائیل استعفا داد، پس از انتقاد عمومی از نقش او در این ماجرا (و با تماس او با ایالات متحده، الیور نورث تلاش برای مقصر دانستن نیر) باعث شد او احساس کند اقتدارش کاسته شده‌است". در اواسط سال ۱۹۸۸ نیر با باب وودوارد از واشنگتن پستصحبت کرد و گفت که در حال بررسی بهترین راه برای فروش داستان ایران گیت است.

## دیدار با حسن روحانی
در اواخر آگوست سال ۱۹۸۶ میلادی (۱۳۶۵ خورشیدی) حسن روحانی در سفری به پاریس در قالب مذاکرات موسوم به رسوایی مک‌فارلین (ایران-کنترا) دیدارهای سری با افسر اطلاعاتی اسرائیل به نام امیرام نیر داشته‌است.
در این دیدار در هشتم شهریور ۱۳۶۵، روحانی با امیرام نیر که در آن هنگام مشاور نخست‌وزیر اسرائیل در مبارزه با تروریسم بود، گفتگو داشت. نیر در این دیدار به روحانی گفته بود که یک مأمور آمریکایی است.
نوار ضبط شدهٔ ای مکالمه پس از مرگ نیر در ۱۵ ماه مه سال ۱۹۹۴ در روزنامه یدیعوت آخرونوت به زبان عبری چاپ شده بود.

## تئوری مرگ و توطئه
در ۳۰ نوامبر ۱۹۸۸، هواپیمایسسنا ۲۱۰ که نیر با آن سفر می‌کرد، در طی یک فرود اضطراری در میچوآکان، مکزیک، پس از از کار افتادن موتور هواپیما در حین پرواز از اورواپان به مکزیکو سیتی، سقوط کرد. نیر و یک مسافر دیگر، پدرو اسپینوزا هورتادو، بلافاصله در این تصادف کشته شدند. خلبان، گیلرمو کواهونته، و مسافر سوم، آدریانا استانتون، از ناحیه سر و بدن آسیب جدی دیدند. جسد نیر به‌طور آزمایشی با گذرنامه ای که روی بدن او حاوی نام «امیرام نیر نیسکر» بود شناسایی شد. جسد او را در لاشه هواپیما پدرو کورچت، یکی از همکاران آرژانتینی نیر که برای شرکت صادرکننده آووکادو، Eupasa کار می‌کرد، شناسایی کردند. مقامات در ابتدا گزارش دادند که نیر و استانتون برای این پرواز با نام فرضی ثبت نام کرده بودند، اما بعداً گزارش شد که این درست نبود. نیر در گورستان Kiryat Shaul در تل آویو به خاک سپرده شد.
با توجه به ارتباط او با رسوایی ایران-کنترا، مرگ نیر به تئوری‌های توطئه دامن زد که او را به قتل رساندند تا از افشای جزئیات شرم آور دربارهٔ رئیس‌جمهور منتخب وقت ایالات متحده جورج اچ دبلیو بوش جلوگیری شود. رونن برگمن در کتاب خود به نام «جنگ مخفی با ایران» در سال ۲۰۰۸ گفت که پس از مرگ نیر، تلاش سازماندهی شده‌ای برای سرقت اسناد در خانه‌ها و دفاتر افراد درگیر در ماجرای ایران-کنترا، از جمله بیوه نیر، صورت گرفت. یکی از دو بازمانده سقوط هواپیما، آدریانا استانتون کانادایی، در مصاحبه تلویزیونی اسرائیل در سال ۲۰۰۹ گفت که نیر را پس از سقوط زنده و سالم دیده‌است. در یک برنامه تلویزیونی دیگر اسرائیلی در سال ۲۰۱۴، نمرود پسر نیر اظهار داشت که پس از سالها تحقیق دربارهٔ مرگ پدرش، معتقد است که این یک ترور بوده و بوش را مسئول آن اعلام کرده‌است. هاآرتص گفت «هیچ مدرکی» برای این ادعاها وجود ندارد و تایمز اسرائیل آنها را «غیرقابل اثبات» خوانده‌است.